# DeVries Bluff
Das DeVries Bluff ist ein steiles und 1660 m hohes Felsenkliff in der antarktischen Ross Dependency. Es erstreckt sich entlang der Nordflanke des Byrd-Gletschers unmittelbar östlich der Einmündung des DeVries-Gletschers.
Das Advisory Committee on Antarctic Names benannte es 2003 in Anlehnung an die Benennung des gleichnamigen Gletschers. Dessen Namensgeber ist der Biologe Arthur Leeland DeVries (* 1935), der sich von 1961 bis 2002 im Rahmen des United States Antarctic Program mit dem Gefrierschutz bei Fischarten im McMurdo-Sund befasst hatte.